# 秋田宗好
秋田 宗好（あきた むねよし、1970年8月26日 - ）は、日本の俳優、東京都北区出身。巣山プロダクション東京事務所 → NEWS

## 人物
- 14歳の頃から「夕やけニャンニャン」の素人コーナー「飛んでニャンニャン」などの視聴者参加番組に出演。1989年東宝映画「YAWARA!」で俳優デビュー。
- 若貴ブーム時に「千代の富士物語」、NHK「ひらり」、大映「シコふんじゃった。」など相撲絡みの作品に多数出演。当時70kgしかなかった体重を2年間で110kgまで増やした。
- ボケキャラで「あすなろ白書」「ラブジェネレーション」「ひとつ屋根の下」「結婚できない男」などワンポイントで多数出演。
- ドラマ以外にもバラエティ「タモリのスーパーボキャブラ天国」のゲイ役をはじめ、「タモリ倶楽部」の空耳アワーなど映像出演多数。

そのおかげでデブ好きのゲイの方々に人気が出て、その筋の専門誌で勝手に写真が使われたことに激怒し、出版社に乗り込んだが、逆にマワシ姿の写真を3枚提供してしまったというエピソードがある。
- 俳優業以外にもラジオの構成作家やイベントプランナー、広告プランナー業もこなす。
- 東京モーターショー2003 CMコンテスト 準大賞受賞（監督作品）
- 株式会社J2FACTORY代表取締役社長。office yamajam代表。
- コメディユニット山田JAM子オムニバスの構成演出。
- サントリー「DAKARA」のCM、余分三兄弟の糖分役。
- 母親は洋画家の秋田慶子。

## 主な出演

### テレビドラマ
【NHK】
- 朝の連続テレビ小説『ひらり』（1992年-1993年） 梅十勝役レギュラー
- 金曜時代劇『十時半睡事件帖』（1994年）第7話 馬場役
- ドラマ新銀河『レイコの歯医者さん』（1996年）海老原役レギュラー
- 『青い花火』（1998年）照明マン役
- ドラマDモード『はっぴぃ・ウエディング』（2001年）大山誠役
- 『クライマーズ・ハイ』（2005年）編集局員役
- 木曜時代劇『次郎長背負い富士』（2006年）第4話　侠客役
- 『バッテリー』（2008年）第6話　店員役
- 『ゴーストフレンズ』（2009年）第3話 医者役

【NHKBS】
- 『ラッキィ』 市川準監督作品　出来ないバイト役

【NTV】
- 『あぶない刑事』（1986年）第11話　少年役
- 火曜サスペンス劇場『死ぬ前にすべき二、三の事柄』（1988年）生徒役
- カネボウヒューマンスペシャル『ダイアリー-車いすの青春日記-』（1988年）吉本俊夫役
- 『透明人間』（1996年）第7話　助手役

【TBS】
- ドラマ23『不倫の恋日記』（1988年）生徒役
- 月曜ドラマスペシャル『松葉杖のラガーマン』（1991年）山下役
- 東芝日曜劇場『丘の上の向日葵』（1993年）第2話　青年役
- 『ひとの不幸は蜜の味』（1994年）第10話　編集者役
- 『金のたまご』（1997年）第3話　AD役
- 『ネバーランド』（2001年）第7話　不気味な男役
- 横山秀夫サスペンス 第三の時効シリーズ6 モノクロームの反転 吉松役
- 月曜ミステリー劇場「『長く孤独な誘拐』山本役
- ドラマNEO『天魔さんがゆく』（2013年）第3話　相撲取りの幽霊役

【BS-i】
- 怪談新耳袋スペシャル『ぶぅん』（2008年）種村清役

【CX】
- 『千代の富士物語・青春篇』（1991年）力士役
- 『ひとつ屋根の下』（1993年）第6話 客役
- 『あすなろ白書』（1993年）第1話 客役
- 『海が見たいと君が言って』（1994年） 倉橋康晴役
- 『輝く季節の中で』（1995年）第1 - 3話　患者役
- 『ラブジェネレーション』（1997年）第10話　警備員役
- 『GTO』（1998年）第2話　大学生役
- 『ボーイハント』（1998年）第1話　お好み焼き屋役
- 『ショムニ』（1998年）第6話　饅頭屋役
- 『彼女たちの時代』（1999年）第4話　コック役
- 『ナースのお仕事3』（2000年）第7話　合コン男性　中田役
- 『結婚できない男』（2006年）第11話 コンビニ店員役
- 『拝啓、父上様』（2007年）第7話 ホリイグループ社長役
- 『魔女裁判』（2009年）博士役（ハッカー）レギュラー
- 『幸せになろうよ』（2011年）第6話 男性会員役
- 『HUNTER〜その女たち、賞金稼ぎ〜』（2011年）第3話 牧田祐輔役
- 『HEAT』（2015年)　たこ焼き屋役

【テレビ朝日】
- 『TRICK』（2000年）第4,5話　捜査隊員　中川役　※あきたむねよし名義[2]

【テレビ東京】
- 女と愛とミステリー『喪失』（2002年） 久保川役

### 音楽番組
【NHK】
- 『第43回NHK紅白歌合戦』 DREAMS COME TRUE の応援

### バラエティー番組
【NTV】
- 『ザ!世界仰天ニュース』
- 『解決!ナイナイアンサー』

【TBS】
- 『クイズ☆タレント名鑑』〜史上最大ガチ相撲トーナメント 2011 秋〜オープニングVTR

【CX】
- 『タモリのスーパーボキャブラ天国』
- 『ザ・ジャッジ! 〜得する法律ファイル』
- 『Dのゲキジョー 〜運命のジャッジ〜』
- 『第38回広告大賞』余分三兄弟（2009年）

【テレビ朝日】
- 『タモリ倶楽部』水着の似合うスリムな身体が欲しい！（1998年）
- 『EXD44』（2018年）

【TX】
- 『淳の乾杯してみたっ!』（2012年）

### テレビCM
- 『三井住友銀行』
- 『富士フイルム』
- 『テンプル大学』
- 大塚ビバレッジ『MATCH』
- 『三光丸本店』
- 雪印乳業『バニラアイスXL』
- ロッテ『クラッカーティック』
- ベネッセコーポレーション『たまごクラブ・ひよこクラブ』
- 『J:COM』
- 『COMPAQ』
- PS2『ワンピースマンション』
- 『NTTコミュニケーションズ』
- 『明治製菓・うすまきアーモンド』
- サントリー『DAKARA』（2008年〜2011年）
- 『IKEA』（2009年）
- 『ENEOS』（2009年〜2010年）
- 『ネオファースト生命保険』（2016年〜）

### 映画
- 『YAWARA!』(1989年)安井役
- 『ゴジラvsキングギドラ』（1991年）日本兵役[1]
- 『ミンボーの女』（1992年）保健所員役
- 『シコふんじゃった。』（1992年）北東学院大学 秋田山役
- 『草刈十字軍』（1997年）西田役
- 『力道山』（2004年）力士役
- 『鈍獣』（2009年）乗客役

### Vシネマ・ビデオ
- 『ツッパリハイスクール』（1994年）轟 信役
- 『セクサピスト・魔性の本能』（2000年）太田役
- 学研ビデオ『生活習慣病は子どもから』主役

### ポスター
- 雪印乳業『毎日骨太』

## 音楽

### 着うた・着うたフル
- 「余分だけど、ラブ」〜DAKARA 宴会篇 CMソング〜 余分三兄弟

### PV
- 「余分だけど、ラブ」〜DAKARA 宴会篇 CMソング〜 余分三兄弟

## 監督作品

### 映像
- 東京モーターショー2003 CMコンテスト 準大賞受賞（監督作品）
- 「Right-on」企業VP（監督作品）
- 三原康可「ねじれ」「光あれ」(TOKUMA JAPAN) MV（監督作品）
- 蜷川みほ「脱線しそう」（INDIES MAKER） MV（監督作品）
- 純愛★純情倶楽部「恋の街、KOMAGOME。」（DAIKI SOUND） MV（プランナー作品）
- 純愛★純情倶楽部「恋の駆け落ち列車」（DAIKI SOUND） MV（監督作品）
- 中板橋へそりんちょ！「拝啓、ここは中板橋です」（DAIKI SOUND） MV（監督作品）

## 著書・その他
- コールサク社「それぞれの道〜33のドラマ〜」（著書・編集）
- TBS日比谷シャンテ サテライトスタジオ （企画構成）
- 日本郵政公社 かんぽポスター （ディレクション）
- ワニブックス「てくてくインド」おののいも著（構成協力）
- ワニブックス「てくてく北京」おののいも著（構成協力）